# BeBe Shopp
Beatrice "BeBe" Shopp, née Beatrice Bella Shopp, le 17 août 1930, est couronnée Miss America en 1948.

## Source de la traduction
- (en) Cet article est partiellement ou en totalité issu de l’article de Wikipédia en anglais intitulé « BeBe Shopp » (voir la liste des auteurs).